# 黄埔大桥
黄埔大桥是位于中国广州的一座跨越珠江的悬索桥和斜拉桥，连接番禺区东北部至黄埔区，大桥全长7,016.5米，高201米，主塔高226.14米，净高60米，项目耗费41.15亿元。
大桥主跨全长1,108米，世界排名17，主塔高226.14米，世界排名18。大桥属于广澳高速公路以及广州绕城高速公路的一部分。

## 收费
大桥收费分为5类标准，分别为30元、45元、60元、90元、105元/車次，是廣州市內過橋費最貴的橋樑。

## 参见

黄埔大桥侧视图